# N955 (België)
De N955 is een Belgische gewestweg in de provincie Namen. De ongeveer 4 kilometer lange route vormt de verbinding tussen de A4 nabij Lavaux-Sainte-Anne en het Grondstation in Lessive, hierbij wordt onderweg de N94 gekruist.
De gehele route bestaat uit twee rijstroken voor beide rijrichtingen samen.